# Adri van Houwelingen
Adriaan ("Adri") van Houwelingen (nascido em 27 de outubro de 1953) é um ex-ciclista de estrada holandês. Se tornou profissional em 1978 e permaneceu até 1987. Durante sua carreira, destaca uma vitória de etapa da Volta a Espanha e uma do Tour de France, além de vencer a Volta aos Países Baixos em 1982. Também competiu na prova de 100 km contrarrelógio por equipes nos Jogos Olímpicos de Montreal 1976.
Seu irmão mais novo, Jan, também foi um ciclista profissional. Ele agora é um diretor esportivo da equipe Rabobank.